# ちょこッとSister
『ちょこッとSister』（ちょこっとシスター）は、雑破業原作、竹内桜作画による漫画。『ヤングアニマル』（白泉社）にて連載されていた。『ヤングアニマル』に読み切りで掲載されたものが好評となり連載を開始した。この読み切り作品は単行本1巻で0話として掲載されているが、読み切り掲載から連載開始まで時間差があるため、0話と1話で若干キャラの造形が異なる。
竹内桜による柔らかいタッチと、時折挟まれるページ丸ごとセリフや擬音の一切ないシーンが特徴。
2006年7月から12月までテレビアニメが放送された。

## あらすじ
つばき荘というアパートに1人で暮らす大学生の川越はるま。ある年のクリスマスの朝、突然現れたサンタのお姉さんから、クリスマスプレゼントとして大きな袋を渡される。袋を開けると中からはなんと女の子が。それは、子供の頃サンタさんにお願いした「妹」だった。

## 主な登場人物
※声優は、テレビアニメ / ドラマCDの順。

### つばき荘の住人
川越 はるま（かわごえ はるま）
声 - 平川大輔 / 阪口大助
本作の主人公。アパート『つばき荘』に1人で暮らす大学生。子供の頃、生まれるはずだった妹を流産で失ってしまい、その時にサンタに「妹をください」とお願いしたが、大学生になってから突然できた妹に戸惑いながらも「ちょこ」と名付け一緒に暮らしている。当初は綾乃へ想いを寄せていたが、失恋。その後、小夏が現れた時に真琴から間接的に千歳の告白を聞いている。しばらく明確な返事は出していなかったが、徐々に惹かれ、千歳のお見合いを聞いて遂に彼女に告白する。実家は文房具屋。
ちょこ
声 - 斎藤桃子 / 野中藍
本作のヒロイン。クリスマスの日の朝、サンタのお姉さんがプレゼントしてくれた「妹」。分からない事があるとあんちょこをいつも見ているので、はるまに「ちょこ」と名前をつけてもらう。天真爛漫で純粋かつ素直な性格。何でもすぐに信じてしまうが、それゆえ誰からも好かれている。自己紹介をする時は必ず「お兄ちゃんの妹」と言う。漫画の最終話では「お兄ちゃんとお姉ちゃんの妹」と言っている。
芹川 千歳（せりかわ ちとせ）
声 - 水橋かおり / 折笠富美子
ちょことはるまが住むアパート『つばき荘』の管理人。極度の方向音痴の気があり、かなりのドジでおっとりしている。巨乳で眼鏡っ子。通勤ラッシュ時にぶつかられ倒れた時、はるまに助けられ、彼に一目惚れする。酒に弱い訳ではないが酔うと性格が激変し、暴走する（一応、記憶は残っているので、後で思い出して一人鬱になることも）。妄想癖があり、色々とHな事を妄想や夢を見ては1人悶々としているが、免疫が無いのか鼻血を出したこともある。また、その時に真琴がはるまに千歳の気持を告白してしまう。家庭的な性格で、料理上手なため昼時は必ずちょこと真琴が料理を食べに来る。住人たちからは名前で呼ばれることは無く（はるまからの告白の際は「千歳さん」と呼ばれていたが）、通常「管理人さん」と呼ばれている。アニメ版では初登場時、コンタクトレンズをしていた。
足来 真琴（あしらい まこと）
声 - 森永理科 / 豊口めぐみ
いつも酒を飲んでいる豪快な性格のグラマーな女性で、昼頃まで寝ていることが多く、たまに早く起きてもすぐに酒の買い出しに行くほどの酒好き。事ある毎に千歳に胸についてダメ出しを入れている。千歳の胸を揉もうとしたり、ゆりかにセクハラしたりしていることから、ややレズっ気がある模様。つばき荘の面々には何の仕事をしているかは内緒にしているが、実はトップモデルの「音神亜里沙」。「おとかみありさ」のローマ字表記を逆から読むと本名 (asiraimakoto) となる。千歳とはるまの仲を応援しているが、中々進展しない二人の仲にイライラすることも。
原作でも自分がブラジャーを外したり乳首を披露することが多いが、アニメでは更に増えており自ら脱衣するだけでなくシャワーシーンなどでも乳首を披露している。ゆりかの夢の中でも駆によってブラジャーを破壊され両乳房を完全に露出させられてしまい、残された下半身の衣服破壊を避けるため乳首を隠しつつ撤退するという目にあっている。
来島 小夏（くるしま こなつ）
突然つばき荘にやってきたはるまの従妹。はるまのことを「ハル兄ィ（はるにぃ）」と呼ぶ。千歳に負けず劣らずの巨乳。はるまに逢うために家出してきた際にひったくりに遭ったちょこを助けたことではるまと再会し、強引につばき荘に入り込む。幼少の頃、両親が小夏を祖母に預け、それぞれ別に家を出てしまった事があり、そのことでいじめられた経験を持ち、その時親身になって実の妹のように接してくれたはるまに依存している。その為にはるまと親しくする千歳に嫉妬の炎を燃やすこともある。はるまとの関係を強引に進めようとしたが失敗してしまい、つばき荘に帰るに帰れず、石田家に転がり込む。その後、行方を捜していたちょこに説得され、つばき荘に戻った後、はるまへの想いを吹っ切って田舎に帰る。アニメには登場しない。
安岡のおじさん（やすおかのおじさん）
声 - 望月健一 / なし
アニメ公式サイトによれば、本名は「安岡 匡司（やすおか ただし）」。つばき荘の住人で最も陰の薄い人物で、たまに出てきても住人に名前を思い出してもらえない（小夏にいたっては思わず「無職」と呼んだ）。元刑事で妻子がいたらしいが先立たれ、失業中。いつもハローワークに通っていたが、年末に仕事が見つかった。小夏に絡んだ不良の二人組みを、いとも簡単にねじ伏せるほどの武道の実力者（おそらく合気道）。アニメ版では妻と娘が登場していたり、最終話の時点でも就職できたかは不明であったりなど、漫画版と相違点も見られる。

### つばき荘以外の人々
園崎 綾乃 （そのざき あやの）
声 - 大原さやか / なし
はるまが想いを寄せるフラワーショップの店主。イラストレーターをしていた婚約者・沢森一也（声優：成田剣）と破局寸前であったが、はるまに励まされ、よりを戻して結婚する。
石田 駆（いしだ かける）
声 - 小林由美子 / サエキトモ
近所の風呂屋『石乃湯』の末息子で、14歳の中学生。木から落ちたちょこを偶然助けたことがきっかけで出会う。ちょこに好意を寄せているが、彼女はただの友達としか見ていない。年相応に異性に対して興味はあるが、理性はしっかり保っているためちょこをはじめとした女性陣の一挙一動に翻弄されることが多い。実家では風呂番を任せられているが、女風呂の方は見ないように心掛けている。
ゆりかからは犬に追いかけられている時に助けたことがきっかけで好意を寄せられている。ゆりかの夢の中では勇者を彷彿とさせる姿となっており、ゆりかを救うため真琴や女山賊たちのブラジャーを一瞬で破壊している。
小説『ちょこッとSister〜Four Seasons〜』にも登場、銭湯にて転倒した千歳の胸に潰されてしまい、ゆりかから巨乳好きと見抜かれてしまう。
石田 翔子（いしだ しょうこ）
声 - 野田順子 / なし
大学生で駆の姉。空手をやっており、ひったくりの犯人を踵落し一撃で伸してしまうほど。「年頃の女子には色々ある」として、駆に番頭を押し付けたりしている。原作では彼女のみしか出ていないが、アニメ、小説では他に姉妹がおり、姉に葉子（声優：中友子）、妹に祐子（声優：広橋涼）がいる。
華山田 ゆりか（はなやまだ ゆりか）
声 - 釘宮理恵 / なし
ちょこの友達で裕福な令嬢。11歳の小学5年生で、女子校（お嬢様学校）に通っている。習い事が嫌でこっそり抜け出した時にちょこと出会う。ちょこからは「ゆりぴょん」と呼ばれている。また、犬に追いかけられている時に、駆に助けられたことから（偶然ではあったが）、駆に惚れている。ツンデレ。過去にクリスマスの時、プレゼントを買いに行った母親を交通事故で亡くしている。
蓮木 秀子（はすき ひでこ）
声 - 植田佳奈 / なし
華山田家で働くメイド。主にゆりかの世話係。あまり感情を表すことはなく、常に無表情。時にはビッグスクーターをメイド服のままで乗り、華山田家の別荘までゆりか達の乗った車を先導することも。ゲームをする時には、主人相手といえども容赦はしない。
丸茂 珠美（まるも たまみ）
声 - 松岡由貴 / 同左
目が細いはるまの先輩。自称「働く大学生」。よくはるまにアルバイトをお願いしにくるが、報酬が現金ではなくTシャツ3枚だったりと、いい加減なことが多い。仕事中にジョッキでビールを飲んだり（本人曰く「仕事の中に楽しみを見出す主義」）、夏祭りの時は水着姿で焼きそばを売っていたりと行動は破天荒。原作ではあまり出番がないが、アニメでは割と出番が多い。

### その他
サンタ
声 - 夏樹リオ / なし
幼少期のはるまの願いを聞き入れ、ちょこをクリスマスプレゼントとしてはるまにプレゼントをしたサンタ。サングラスをかけた若い女性で、大型バイクのようなソリに乗る。はるまが幼い頃お願いした妹が、大学生になってから届いたのは、「ミニカーやおもちゃのロボットじゃないから調達に時間が掛かった」とのこと。怪しがったはるまを睨みつけるなど、サンタのくせにかなりガラが悪い。
音神 亜里沙（おとかみ ありさ）
劇中に度々出てくるトップモデル。B88W56H87。音神亜里沙をローマ字の「otokami arisa」にして逆から読むと、「asirai makoto」。つまり足来真琴である。モデルになった理由は、1人で遊んでいた着せ替え人形のように自分もいろんな服を着たいから。ファースト写真集は発行部数が3000部と少ないため希少価値が高く、マニア垂涎のお宝物で、美本だとネットオークションでは30万円の値がつくらしい。
クロ
密輸業者が移送中に起こした事故で逃げ出した黒豹。ちょうど猫を欲しがっていたちょこが廃屋の中で発見し、「おっきいにゃんこ」としてはるまには内緒で飼い始める。ちょこには非常によく懐くが、駆やゆりかには懐こうとしない。こっそりちょこへ会いにつばき荘にやってくるが、ちょこに帰るように言われて帰る途中、車に轢かれて死んでしまった。
小田原 絵里子（おだわら えりこ）
声 - 斎藤千和 / なし
通称「オダエリ」として、朝のニュース番組で子供たちと一緒に「ねこにゃんダンス」を踊る新人アイドル。音神亜里沙の大ファンで、リスペクトしている。子供相手の仕事に対して不満を持っていたが、後に真琴から亜里沙の幼い頃のエピソードを聞き、仕事に対して責任を持つようになる。
碧（みどり）
声 - 小山裕香 / なし
アニメオリジナルキャラクター。漫画でいう翔子の位置にいるが、駆との血縁関係はない（容姿も漫画の翔子にそっくり）。第6話で初登場。いきなり湯船に飛び込もうとしたちょこに銭湯の入り方を教えた。そのほか、駆とちょこに絡んできた不良たち相手に大立ち回りを演じたり、真琴と酒を飲み比べたりと、性格は豪快で男勝り。

## ねこにゃんダンス

### 原作
原作4巻より初出したダンスで、朝のニュース番組の1コーナーとして放送されており、子供たちの間では大人気となっているダンスとちょこが説明している。5人以上でダンスを踊ったビデオを放送局に送り、当選すれば小田原絵里子と共に踊ることが出来る。ちょこたちつばき荘の面々は落選したが、オダエリがちょことプライベートで一緒に踊ってくれた。

### アニメ
アニメでは14話より登場。19話にてちょこはオダエリと一緒にダンスをしたが、オダエリの衣装は原作と違い私服だった。またそれとは別に、アニメでは第1話より、ハレンチ☆パンチの「ねこにゃんダンス」がエンディングテーマとして使われている。
15話ではグラビアアイドルの鈴木茜が本人のアフレコ付きで登場している。

## テレビアニメ
2006年7月から同年12月まで独立UHF局及びキッズステーションにて放送。全24話。声優陣はドラマCD版から一部変更されているが、丸茂珠美役の松岡由貴のみ続投となる。
本作はUHFアニメであり、地上波キー局の製作アニメより性的表現の規制が比較的緩いが、女性キャラクターのヌードシーンが多いため、その都度モザイク代わりに「KEEP OUT」（事件現場などで使われる「関係者以外立ち入り禁止」の意味を持つテープ）が挿入されて乳首や局部を隠すという、自主規制的な演出が盛り込まれている。DVD版ではこの「KEEP OUT」が取り除かれ、細かい描写がないだけでほぼ無修正となっている。この「KEEP OUT」はアニメオリジナルの規制表現というわけではなく、アニメ化以前に発売された原作第6巻の銭湯でちょこらが並んで背中を洗っているシーンに、番台にいる駆は立ち入り禁止という意味で挿入されたのが始まりである。この演出は後に、『ギャラクシーエンジェる〜ん』でも使われている。

### スタッフ
- 原作 - 雑破業（原作）[1]、竹内桜（作画）[1]
- 監督 - 黒田やすひろ[1]
- 監修 - 井出安軌[1]
- シリーズ構成・脚本 - 雑破業[1]
- キャラクターデザイン・総作画監督 - 北野幸広[1]
- 美術監督 - 板井理英子
- 色彩設計 - 滝口佳子
- 撮影監督 - 山口則和
- 編集 - 武宮むつみ
- 音響監督 - 鶴岡陽太[1]
- 音楽 - 西田マサラ
- 音楽プロデューサー - 野崎圭一
- 音楽制作 - ビクターエンタテイメント
- プロデューサー - 久保田博、浅香敏明、川村仁、里見哲朗
- 制作プロデューサー - 高江勇次
- アニメーション制作 - ノーマッド[1]
- 製作 - ちょこシス製作委員会（メディアファクトリー、東芝エンタテインメント、白泉社）

### 主題歌
オープニングテーマ「DokiDoki! My Sister Soul」
作詞 - 小笠原朋美 / 作曲 - TO-WEST / 編曲 - Rockmore・Keiichi Nozaki / 歌 - ハレンチ☆パンチ
エンディングテーマ「ねこにゃんダンス」
作詞 - 井出安軌 / 作曲 - 西田マサラ / 編曲 - 鈴木Daichi秀行 / 歌 - ハレンチ☆パンチ
- ハレンチ☆パンチのメンバー3人が踊るPVが製作・公開されているが、一応エンディングでちょこが踊っている振り付けを元にはしているものの、プロの振付師による大幅なアレンジが加えられている。
- 作中では斎藤千和による挿入歌としても多用されているが、この挿入歌版は市販されていない。

### 各話リスト
| 話数 | サブタイトル                   | 絵コンテ          | 演出             | 作画監督             |
| ---- | ------------------------------ | ----------------- | ---------------- | -------------------- |
| 1    | プレゼントは妹?                | 黒田やすひろ      | 日下隼           | 菊池聡延             |
| 2    | はじめてのお正月               | こでらかつゆき    | 松浦錠平         | 武内啓               |
| 3    | 管理人さんがやってきた         | こでらかつゆき    | 境橋渡           | 高乗陽子             |
| 4    | ブラック・バレンタインデー     | 栗本宏志          | 西山明樹彦       | 山内尚樹             |
| 5    | ブラジャーを買いに             | こでらかつゆき    | 西村博昭         | 大河原晴男 柳伸亮    |
| 6    | よくわかる銭湯講座             | 新留俊哉          | 内山まな         | 武内啓               |
| 7    | ウキウキ、ガックリ、しょんぼり | こでらかつゆき    | 浅野勝也         | 菊池聡延             |
| 8    | すきまカゼ                     | 栗本宏志 松澤建一 | 増田誠治         | 田村正文 大田謙治    |
| 9    | 恋のつぼみ                     | 境橋渡            | 境橋渡           | 高乗陽子             |
| 10   | Let's 温泉!                    | 松澤建一          | ながはまのりひこ | 尾尻進矢             |
| 11   | 恋、去りぬ                     | こでらかつゆき    | 西村博昭         | 大河原晴男 柳伸亮    |
| 12   | どしゃ降り、そして―            | こでらかつゆき    | 佐々木皓一       | 武内啓               |
| 13   | はじめてのゆりぴょん           | 新留俊哉          | 西山明樹彦       | 古賀誠 野崎麗子      |
| 14   | ねこにゃんとブラジャー         | 藤本義孝          | 日下隼           | 大田謙治             |
| 15   | プールDEじゃぷん!              | 境橋渡            | 千葉大輔         | 小原充 森川均 山沢実 |
| 16   | ドキワク夏祭り                 | 浅野勝也          | 浅野勝也         | 山下祐               |
| 17   | ドタバタ☆ティーパーティー      | こでらかつゆき    | 中村近世         | 武内啓               |
| 18   | Let's にゃんシング!            | 菊池聡延          | 菊池聡延         | 菊池聡延             |
| 19   | アイドルの憂鬱                 | こでらかつゆき    | 西山明樹彦       | 山内尚樹             |
| 20   | あたしのにゃんこ               | 日下隼            | 日下隼           | 尾尻進矢             |
| 21   | Let's 遊園地!                  | 境橋渡            | 千葉大輔         | 石川雅一             |
| 22   | はじめての御主人様             | こでらかつゆき    | migmi            | 野崎麗子             |
| 23   | 願い                           | こでらかつゆき    | 西村博昭         | 羽生貴之             |
| 24   | ハッピー・クリスマス           | 新留俊哉          | 西山明樹彦       | 北野幸広             |

### 放送局
| 放送地域 | 放送局             | 放送期間                 | 放送日時                     | 放送区分       | 備考             |
| -------- | ------------------ | ------------------------ | ---------------------------- | -------------- | ---------------- |
| 兵庫県   | サンテレビ         | 2006年7月12日 - 12月20日 | 水曜 0:00 - 0:30（火曜深夜） | 独立UHF局      |                  |
| 千葉県   | チバテレビ         | 2006年7月12日 - 12月20日 | 水曜 1:30 - 2:00（火曜深夜） | 独立UHF局      |                  |
| 埼玉県   | テレ玉             | 2006年7月12日 - 12月20日 | 水曜 1:30 - 2:00（火曜深夜） | 独立UHF局      |                  |
| 愛知県   | テレビ愛知         | 2006年7月12日 - 12月20日 | 水曜 3:58 - 4:28（火曜深夜） | テレビ東京系列 |                  |
| 神奈川県 | tvk                | 2006年7月13日 - 12月21日 | 木曜 1:15 - 1:45（水曜深夜） | 独立UHF局      |                  |
| 東京都   | TOKYO MX           | 2006年7月13日 - 12月21日 | 木曜 1:30 - 2:00（水曜深夜） | 独立UHF局      |                  |
| 日本全域 | キッズステーション | 2006年7月14日 - 12月22日 | 金曜 0:00 - 0:30（木曜深夜） | CS放送         | リピート放送あり |

#### 日本国外
| 国   | 放送局           | 放送期間                 | 放送日時                     | 備考        |
| ---- | ---------------- | ------------------------ | ---------------------------- | ----------- |
| 台湾 | アニマックス台湾 | 2009年9月26日 - 12月12日 | 21:00 - 22:00 （中原標準時） | 2話連続放送 |

## 書籍

### コミックス
- 1巻 ISBN 4-592-13893-7
- 2巻 ISBN 4-592-13894-5
- 3巻 ISBN 4-592-13895-3
- 4巻 ISBN 4-592-13896-1
- 5巻 ISBN 4-592-13897-X
- 6巻 ISBN 4-592-14346-9
- 7巻 ISBN 4-592-14347-7
- 8巻 ISBN 978-4-592-14348-2

### 小説
『ちょこッとSister〜Four Seasons〜』のタイトルで、2006年6月23日にMF文庫Jより発行。著者は雑破業、イラストは北野幸広と南方純がそれぞれ担当。 ISBN 4-8401-1557-5

## CD
- HCD ちょこッとSister（2004年7月23日発売）

声優はアニメ版のものとは異なる。ちょこ役が野中藍、川越はるま役が阪口大助、芹川千歳役が折笠富美子、足来真琴役が豊口めぐみ、石田駆役がサエキトモ。
- ちょこッとSister あんちょこ1冊目（2006年6月28日発売）
- ちょこッとSister あんちょこ2冊目（2006年8月30日発売）
- ちょこッとSister あんちょこ3冊目（2006年10月25日発売）
- ちょこッとSister あんちょこ4冊目（2006年12月20日発売）

## ラジオ
『ちょこッと☆らじお!』のタイトルで、アニスタ.TVにて2006年6月30日より隔週で配信されていた。パーソナリティは斎藤桃子と小林由美子。